# Geoffrey Taylor (remero)
Geoffrey Barron Taylor (4 de febrero de 1890-24 de abril de 1915) fue un deportista canadiense que compitió en remo. Participó en dos Juegos Olímpicos de Verano en los años 1908 y 1912, obteniendo dos medallas de bronce en Londres 1908.
Taylor era estudiante en el Trinity College de la Universidad de Oxford cuando comenzó la Primera Guerra Mundial. Dejó sus estudios y fue comisionado en el 15.º Batallón (48.º Highlanders of Canada), CEF, a la llegada de la unidad a Inglaterra en febrero de 1915 con la Fuerza Expedicionaria Canadiense, y cayó en acción con ella como teniente el 24 de abril de 1915 a la edad de 25 años en la Segunda batalla de Ypres. Su cuerpo no fue recuperado del campo de batalla, y su nombre está grabado en la puerta de entrada por la desaparición del saliente de Ypres en Menin.

## Palmarés internacional
| Juegos Olímpicos | Juegos Olímpicos      | Juegos Olímpicos  | Juegos Olímpicos   |
| Año              | Lugar                 | Medalla           | Prueba             |
| ---------------- | --------------------- | ----------------- | ------------------ |
| 1908             | Londres (Reino Unido) | Medalla de bronce | Cuatro sin timonel |
| 1908             | Londres (Reino Unido) | Medalla de bronce | Ocho con timonel   |